# Un air de star
Un air de star est une émission de télévision française qui est diffusée en direct et en public sur M6 du 14 mai au 18 juin 2013 à 20 h 50. Il s'agit d'une adaptation de l'émission espagnole Tu cara me suena. 
L'émission s'arrête en raison de mauvaises audiences

## Principe
L'émission consiste à grimer, faire chanter et faire danser plusieurs célébrités en d'autres stars de la chanson, qui seront jugées par trois professionnels. À la fin de l'émission, il n'y a pas d'élimination mais juste un classement qui permet aux personnalités françaises de gagner de l'argent pour l'association qu'elles défendent. Seuls les 3 premiers du classement pourront faire gagner de l'argent à leur association.
Avant le premier prime, puis au terme de chacun des primes suivants, les candidats apprendront quelle star leur a été attribuée. Ils devront travailler leur chanson et s’entraîner à entrer dans la peau de leur personnage, le tout avec l’aide d’un coach vocal, de la chorégraphe Laura Treves, d’un coach d’imitation et d’une équipe de perruquiers et maquilleurs.

## Réception critique
Largement moquée sur les réseaux sociaux,,, l'émission reçoit également des sévères critiques dans la presse. Le Parisien relaie les adresses faites au programme, qui souffre d'« un manque de rythme et d'enjeu ». Télérama évoque un programme « fade » qui atteint des « sommets de ringardise ». L'hebdomadaire émet de sérieux doutes sur le casting de cette émission qui « redonne surtout un semblant de célébrité à des vedettes en mal de notoriété » et d'ajouter : 

« Longue de plus de trois heures, l'émission manque cruellement de rythme, sans jamais être relevée par un quelconque suspense : on nous révèle immédiatement qui imitera qui, sans même un petit jeu de devinette. Malgré un plateau qui en jette et les « super transformations » annoncées, elle paraît même ringarde. Les grimages sont souvent cheap, notamment celui de Natasha St-Pier en Nicki Minaj, affublée d'un fessier postiche grotesque, loin de faire illusion. Emmanuel-Philibert de Savoie, épilé et travesti en Dalida, accomplit alors la prophétie de Jérôme Anthony, qui déclarait lucide, il y a quelques semaines : « Ce sera du Michou + » »

Le Figaro évoque, lui, un « naufrage » : 

« Tout ce beau monde est fort sympathique, on n'en veut à personne, mais Un air de star est criant de maladresses. On est presque gêné. Qui osera leur dire que le concept est éculé […] Ça ne prend pas et le public ne s'y est pas trompé. »

## Déroulement des saisons

### Saison 1 (2013)

#### Participants
La première saison est diffusée durant le printemps 2013 en direct et en public sur M6. Elle oppose les 8 célébrités suivantes :
| Candidat                     | Âge    | Profession | Association représentée               | Argent récolté | Rang final     |
| ---------------------------- | ------ | --- | ------------------------------------- | -------------- | -------------- |
| Natasha St-Pier              | 32 ans | Chanteuse, représentante de la France au Concours Eurovision de la chanson 2001 et coach de The Voice Belgique | Les Orphelins des Pompiers            | 6 000 €        | Demi-finaliste |
| Jérôme Anthony               | 44 ans | Animateur sur M6 et W9                                                                                         | Enfant, Star et Match                 | 4 000 €        | Demi-finaliste |
| Delphine Chanéac             | 34 ans | Actrice | Vaincre la mucoviscidose              | 3 000 €        | Demi-finaliste |
| Amaury Vassili               | 24 ans | Chanteur ténor, représentant de la France au Concours Eurovision de la chanson 2011                            | Tout le monde chante contre le cancer | 4 000 €        | Finaliste      |
| Nicoletta                    | 69 ans | Chanteuse | www.fondation-amisdelatelier.org      | 4 000 €        | Demi-finaliste |
| Florent Mothe                | 32 ans | Chanteur révélé par la comédie musicale Mozart, l'Opéra Rock                                                   | SOS Préma                             | 5 000 €        | Finaliste      |
| Emmanuel-Philibert de Savoie | 40 ans | « Prince de Venise et de Piémont » Vainqueur de Ballando con le stelle 5 et animateur du Pékin Express italien | Fondation Abbé-Pierre                 | 4 000 €        | Finaliste      |
| Valérie Bègue                | 27 ans | Présentatrice, Miss France 2008 et candidate de Danse avec les stars 2                                         | La Ligue Contre le Cancer             | 20 000 €       | Gagnante       |

#### Chanteurs incarnés
| Candidats                    | épisode 1        | épisode 2       | épisode 3      | épisode 4       | épisode 5 (demi-finale) | épisode 6 (finale) |
| ---------------------------- | ---------------- | --------------- | -------------- | --------------- | ----------------------- | ------------------ |
| Natasha St-Pier              | Nicki Minaj      | Diam's          | Amy Winehouse  | Whitney Houston | Michael Jackson         | Shakira            |
| Jérôme Anthony               | Andrea Bocelli   | Claude François | Psy            | Enrico Macias   | Elvis Presley           | Shirley Bassey     |
| Delphine Chanéac             | Jeanne Mas       | Cyndi Lauper    | Kylie Minogue  | Bonnie Tyler    | Madonna                 | Vanessa Paradis    |
| Amaury Vassili               | Patrick Bruel    | Catherine Lara  | George Michael | Johnny Hallyday | Luciano Pavarotti       | Ray Charles        |
| Nicoletta                    | Tina Turner      | Freddie Mercury | Édith Piaf     | Annie Cordy     | Catherine Ringer        | France Gall        |
| Florent Mothe                | Pascal Obispo    | Bono            | Liza Minnelli  | Mick Jagger     | Philippe Katerine       | Serge Gainsbourg   |
| Emmanuel-Philibert de Savoie | Dalida           | Elton John      | Florent Pagny  | Barry White     | Julio Iglesias          | Rod Stewart        |
| Valérie Bègue                | Carly Rae Jepsen | Adele           | Desireless     | M               | Mariah Carey            | Christina Aguilera |

## Un air de star, ça continue!
Un air de star, ça continue est l'after d'Un air de star. Cette émission, présentée par Karine Le Marchand, revient sur les temps forts du prime qui vient de se terminer et les prestations des 8 candidats. Il y a aussi les Duos Improbables réunissant des stars qui n'auraient pas pu effectuer des duos ensemble, comme Nicki Minaj et Dalida par exemple.

## Audiences
| Légende : Saison 1 |

| Saison | Jour  | Épisode | Lancement   | Lancement                           | Lancement                             | Finale       | Finale                              | Finale                                | Moyenne                        | Moyenne                               |
| Saison | Jour  | Épisode | Date        | Audience du lancement (en millions) | Parts de marché sur les 4 ans et plus | Date         | Audience de la finale (en millions) | Parts de marché sur les 4 ans et plus | Audience moyenne (en millions) | Parts de marché sur les 4 ans et plus |
| ------ | ----- | ------- | ----------- | ----------------------------------- | ------------------------------------- | ------------ | ----------------------------------- | ------------------------------------- | ------------------------------ | ------------------------------------- |
| 1      | Mardi | 6       | 14 mai 2013 | 2 596 000                           | 11,4 %                                | 18 juin 2013 | 2 482 000                           | 11,1 %                                | 2 368 000                      | 10,1 %                                |